# Командування Медичних сил Збройних Сил України
Командування Медичних сил Збройних Сил України (КМС ЗСУ) — орган військового управління Медичних сил в Збройних Силах України який об'єднує під своїм командуванням усі військові госпіталі, санаторії, медичні служби військових частин тощо, незалежно від їх належності. В ході реформування, Командування об'єднало та очолило медичні служби Міністерства оборони та Збройних Сил України.

## Історія
На початку лютого 2020 року в Збройних силах України створено Командування медичних сил. Командувачем призначено генерал-майора медичної служби Ігоря Хоменка. Новостворене Командування передбачає об’єднання медичної служби під керівництво Командувача медичних сил, який своєю чергою підпорядковується Головнокомандувачу Збройних Сил України.
У складі Командування Медичних сил було створено чотири оперативних командування. Загальна чисельність управлінської ланки склала 134 особи.

## Командувачі
- генерал-майор медичної служби Хоменко Ігор Петрович (2020—2021)[3]
- генерал-майор[4] медичної служби Остащенко Тетяна Миколаївна (2021—2023)[5][6]

### Чинний командувач
- генерал-майор медичної служби Казмірчук Анатолій Петрович (з 2023 р.)[7][8]